# Шохин, Дмитрий Эдуардович
Шо́хин, Дми́трий Эдуа́рдович — старший прокурор, государственный обвинитель по делу Михаила Ходорковского и Платона Лебедева.

## Карьера
- В конце 2004 года Шохин был признан генпрокурором Владимиром Устиновым лучшим обвинителем Генпрокуратуры.
- 31 декабря 2004 года Дмитрий Эдуардович Шохин был награждён президентом Владимиром Путиным орденом Почета.
- Дмитрий Шохин был уволен с должности начальника отдела государственных обвинителей Генпрокуратуры в результате реорганизации управления по обеспечению участия прокуроров в рассмотрении уголовных дел судами, проводимой первым заместителем генпрокурора Александром Буксманом. Должность начальника отдела, которым руководил Шохин, была ликвидирована, а самого его вывели за штат[1].
- С 19 сентября 2006 года – начальник организационно-методического отдела управления по обеспечению участия прокуроров в рассмотрении уголовных дел судами[2].

## Интересные факты
- Адвокат Ходорковского Генрих Падва не раз обвинял Шохина в умышленном затягивании процесса. Это случилось после того, как прокурор на процессе четырежды зачитал один и тот же документ из досье обвинения.[3]
- Ольга Кудешкина: Он по существу сорвал процесс.[4]